# Aber bitte mit Sahne
Aber bitte mit Sahne (Njemački: Ali s vrhnjem, molim) je peti EP njemačkog thrash metal sastava Sodom objavljen 5. studenoga 1993. godine.

## Popis pjesama
1. "Aber bitte mit Sahne" (obrada pjesme Udo Jürgensa) - 3:17
2. "Sodomized" - 2:39
3. "Abuse" - 1:43
4. "Skinned Alive '93" - 2:30

## Zasluge
- Tom Angelripper - vokali, bas-gitara
- Andy Brings - gitara
- Atomic Steif - bubnjevi